# ニチモクファンシーマテリアル
株式会社ニチモクファンシーマテリアルは、日本製紙グループの木製品製造販売業者。
日本国内で初めてロールベニヤの製造を開始したパイオニア企業であり、現在でも国内シェアはトップ。
ロールベニヤ(ファンシーロール)、ラッピング造作材、不燃突板内装材(ファンシーパネル、ファンシールーバー、ファンシースパンドレル）、リブ付パネル、キャレイドウッド(カウンター・扉など)の製造販売などを手がける。

## 営業所・工場
- 関東営業所 （東京都荒川区東日暮里5-48-5 光陽社ビル7F）
- 名古屋営業所（名古屋市中区錦2-12-14 MANHYO第一ビル9F）
- 鳥居平工場（滋賀県蒲生郡日野町鳥居平字観音平1680-3）

## 沿革
- 1948年(昭和23年)　津田産業株式会社の子会社 日東工業株式会社を愛知県西春日井郡に設立。パルプの製造を開始。
- 1952年(昭和27年)　日東工業株式会社が滋賀県蒲生郡日野町（現在のニチモクファンシーマテリアル所在地）でパルプの製造を開始。
- 1961年(昭和36年)　津田産業株式会社 名古屋支店から独立し、ファンシーツダ株式会社を設立。
- 1967年(昭和42年)　日東工業が日野町でのパルプ製造を廃止し、天井板製造に転換する。
- 1969年(昭和44年)　ファンシーツダ株式会社と日東工業株式会社が対等合併し、事業継承会社をファンシーツダ株式会社とする。
- 1983年(昭和58年)　日野町での天井板製造を廃止し、日本で初めてのロールベニヤの製造及びラッピング製造に転換する。
- 2002年(平成14年)　5月27日名古屋地裁に民事再生開始手続き申立。負債総額90億円。国内販売不振とともにカナダ・バンクーバー、アメリカのテネシー州やバージニア州などで針葉樹、温帯広葉樹製材の現地工場を手がけたことなどが資金繰りを悪化させた。[2]
- 2003年(平成15年)　4月18日三井住友銀行グループからDIPファイナンス(事業価値保全資金融資)を受けることが決定。同ファイナンス制度で中小企業に対し全面支援を行うことは初めてのケース。海外法人を閉鎖して国内販売に特化。[3]
- 2006年(平成18年)　日本製紙木材の完全子会社となり、名称をファンシーツダ株式会社から株式会社ニチモクファンシーマテリアルに変更。
- 2017年(平成29年)　愛知県名古屋市中区栄に名古屋営業所開設。
- 2018年(平成30年)　アルミ芯材へのラッピングを目的に、鳥居平工場を開設し製造を開始する。